# Битва за нашу Советскую Украину
«Би́тва за на́шу Сове́тскую Украи́ну» — советский полнометражный документальный фильм о событиях осени 1943 года на южных фронтах Великой Отечественной войны. Кроме съёмок советских операторов в ленту включены кадры немецкой кинохроники. Звучат «живые голоса» бойцов, а также большое количество лирических раздумий самого автора — Александра Довженко.

## Сюжет
Фашистские войска маршируют по улице одного из европейских городов. Немецкие самолёты сбрасывают бомбы на мирные города. Женщины Украины плачут над телами убитых родственников. Украина во огне пожаров. Виды Киева, его исторических памятников. Пейзажи украинского села. Сенокос в довоенном колхозе, уборка урожая пшеницы. Плотина Днепрогэса. Добыча угля на шахтах Донбасса. Выплавка чугуна и стали на металлургических заводах Украины. Сбор хлопка на плантациях. Академик Т. Лысенко осматривает хлопок. Уборка урожая сахарной свёклы, фруктов, винограда.
Виды города Львова. Праздничная демонстрация в Киеве, на трибуне Н. С. Хрущёв. Виды Киева, исторических памятников города. Фашистские самолёты бомбят города Украины и сёла. Население уходит на восток. Строительство баррикад на улицах Киева, Харькова, Одессы. Эвакуация населения из осаждённой Одессы. Отступление советских войск из Одессы.
Парад войск на Красной площади в Москве. И. В. Сталин на трибуне Мавзолея. Производство оружия и снарядов на уральских заводах. Советские войска идут в атаку на врага. Колхозники одного из освобождённых от оккупантов сёл проводят весенний сев. Летнее наступление советских войск 1943 года на Украине. Население освобождённых городов и сёл Украины встречает своих освободителей, восстанавливают свои разрушенные дома.
Жители Волыни на пепелищах своих домов. Женщины вспахивают поле, выпекают хлеб в уцелевшей печи. Бойцы партизанского соединения С. А. Ковпака в лесу у костра со своим командиром. Командиры соединения обсуждают план боевых действий. Партизаны переправляются через реку, освобождают из плена советских бойцов-партизан. Переход чехословацких солдат на сторону партизан. Партизаны подрывают вражеские эшелоны.
Наступление войск Степного фронта при содействии Воронежского фронта в районе Харькова. Санитары перевязывают раненых. Обстрел позиций врага реактивными установками «Катюша».
Виды Харькова. Разрушенные жилые и административные здания. Население города приветствует советские войска. Выступление профессора Николаева у развалин медицинского института (синхронно). Трупы замученных фашистами жителей Харькова. Общегородской митинг. Выступление Н. С. Хрущёва. Салют в Москве в честь освобождения Харькова.
Портреты сынов украинского народа — Героев Советского Союза. Виды города Глухова, освобождённого советскими войсками. Разрушенный город Конотоп, развалины города Артёмовска. Части советских войск проходят по освобожденным городам: Сталино, Барвенково, Полтава. Разрушенные украинские сёла.
— Из монтажных листов картины, net-film

## Съёмочная группа
- Сценарный план: Юлия Солнцева
- Художественный руководитель и автор текста: Александр Довженко
- Режиссёры:
  - Юлия Солнцева
  - Яков Авдеенко
- Операторы:

- Всеволод Афанасьев
- Константин Богдан (в титрах — Я. Богдан)
- Николай Быков
- Борис Вакар
- Михаил Глидер
- Соломон Гольбрих (в титрах — М. Гольбрих)
- Израиль Гольдштейн
- Иван Запорожский
- Михаил Капкин
- Павел Касаткин
- Исаак Кацман
- Владимир Комаров
- Юлий Кун
- Григорий Могилевский
- Валентин Орлянкин
- Борис Рогачевский
- Сергей Семёнов
- Виктор Смородин
- Авенир Софьин
- Владимир Сущинский (нет в титрах)
- Сергей Урусевский
- Владимир Фроленко
- Семён Шейнин
- Борис Шер (нет в титрах)
- Виктор Штатланд
- Анатолий Павлов (нет в титрах)
- Галина Монголовская (нет в титрах)
 и другие

- Художник: Израиль Нижник
- Композиторы:
  - Дмитрий Клебанов
  - Андрей Штогаренко (в титрах — Я. Штогаренко)
- Звукооператоры:

- Виктор Котов
- Евгений Кашкевич

- Диктор: Леонид Хмара
- Ассистенты режиссёра:

- Б. Дембицкий
- Р. Критская
- К. Кулагина
- Алексей Швачко

- Дирижёр: Давид Блок[комм. 1]

## Отзывы в печати
В ближайшие дни на экраны выходит фильм потрясающей силы — «Битва за нашу Советскую Украину». Весь он — от первого до последнего кадра — является документом, беспощадно обличающим гитлеровскую Германию. Это эпическая поэма о беспримерных муках украинского народа в немецкой неволе, о его героической борьбе за освобождение, о его великих жертвах и победах. Это страстная летопись трагических событий Отечественной войны, занесённая на плёнку горячими патриотами и людьми, тонко чувствующими искусство кино, мастерски им владеющими. До глубины сердца волнует этот фильм, прекрасная в своём суровом бесстрашии песня о боли и гневе народа. Лауреат Сталинской премии А. Довженко, режиссёры Ю. Солнцева и Я. Авдеенко создали произведение, которое с честью войдет в арсенал нашего идейного оружия.
— Юрий Лукин «Красная звезда» № 250, 22 октября 1943

## Прокат
Премьерный показ в разных странах:
- СССР — конец октября 1943 года
- США — 2 апреля 1944 (фильм был показан под названием «Украина в огне» / Ukraine in Flames)
- Швеция — 3 июля 1944
- Франция — 14 марта 1945
- Финляндия — 8 июля 1945
- Италия — январь 1946

## Комментарии
1. ↑  Съёмочная группа приведена по титрам фильма, материалам Музея ЦСДФ[2], а также Аннотированному перечню документальных фильмов, снятых фронтовыми кинооператорами в 1941—1945 гг[3].